# Петров, Николай Алексеевич (генерал-майор)
Николай Алексеевич Петров (4 июля 1945, Волташ, Междуреченский район, Вологодская область — 19 декабря 2016, Краснодар) — российский военачальник. Начальник штаба — первый заместитель командующего войсками 51-й армии. Генерал-майор.

## Биография
Родился 4 июля 1945 года в пос. Волташ Междуреченского района Вологодской области.

### Образование
- 1967 году Ленинградское ВОКУ
- 1978 году ВАФ
- 1990 году Академии Генерального штаба

### На воинской службе
- 1965—1968 годах — курсант Ленинградского ВОКУ
- С 1967 года— командир мотострелкого взвода 27-й гвардейской мотострелковой дивизии гвардейской танковой армии Группы советских войск в Германии (ГСВГ) Галле
- С 1969 года -заместитель командира роты,
- С 1971 года — командир мотострелковой роты.
- с 1972 — командир мотострелкового батальона в Забайкальском военном округе Чита.
- 1975—1978 слушатель основного факультета ВАФ
- С июня 1978 года — командир 308-го мотострелкового полка 29-й танковой дивизии Белорусского военного округа, Слуцк.
- С августа 1979 года — командир гвардейского мотострелкового полка (Минск Уручье).
- С мая 1982 года — командир 6-й отдельной механизированной бригады отдельного гвардейского армейского корпуса Белорусского военного округа.
- С ноября 1985 года- заместитель командира 6-й гвардейской танковой дивизии Белорусского военного округа (город Гродно).

### На высших должностях
- 1988—1990 годы — слушатель Военной академии Генерального штаба ВС СССР.
- 1990—1992 годы — командир 7-й гвардейской танковой дивизии Западной группы войск (Германия, Рослау).
- 1992 — заместитель командующего 3-й танковой армии. Исполнял обязанности командующего армией, выводил войска из ЗГВ
- С апреля 1992 — первым заместителем командующего 4-й общевойсковой армии Баку,
- С августа 1992 — начальник штаба — первый заместитель командующего 51-й армии Южно-Сахалинск Дальневосточный военный округ[1].
- декабрь 1995 — ноябрь 1997 заграничная командировка Республика Конго, старший группы российских военных специалистов.

Уволен из рядов Вооружённых Сил в ноябре 1997 года.

### В отставке
С 2012-го по декабрь 2016 года Инспектор Группы инспекторов Объединённого стратегического командования Южного военного округа Министерства обороны Российской Федерации.
Генерал-майор Николай Алексеевич Петров умер 19 декабря 2016 года в своем доме СНТ «Радуга» в Краснодаре. Похоронен с воинскими почестями.

## Знаки отличия
- Орден Красной Звезды
- Орден «За службу Родине в Вооружённых Силах СССР» 2 степени
- Орден «За службу Родине в Вооружённых Силах СССР» 3 степени
- Медаль «В ознаменование 100-летия со дня рождения Владимира Ильича Ленина» (6 апреля 1970[3])
- Медаль «За укрепление боевого содружества»
- Юбилейная медаль «Двадцать лет Победы в Великой Отечественной войне 1941—1945 гг.»
- Юбилейная медаль «300 лет Российскому флоту»
- Медаль «Ветеран Вооружённых Сил СССР»
- Юбилейная медаль «50 лет Вооружённых Сил СССР»
- Юбилейная медаль «60 лет Вооружённых Сил СССР»[4]
- Юбилейная медаль «70 лет Вооружённых Сил СССР»[5]
- Медаль «За безупречную службу» I степени
- Медаль «За безупречную службу» II степени
- Медаль «За безупречную службу» III степени
- Медаль «За ратную доблесть» и др.
- Знак ЦК ВЛКСМ «За воинскую доблесть»

## Семья
- Жена Валентина Ивановна Петрова, уроженка станицы Павловская Краснодарского края
- Дочь Ольга 1971 г. р.
- Дочь Наталия 1975 г. р.
- Внук Гордей